# Alpago
Alpago es un municipio de la provincia de Belluno en la región italiana de Véneto y que cuenta con  6.632 habitantes. Se encuentra a unos 80 kilómetros al norte de Venecia y a unos 12 kilómetros al este de Belluno. El lago di Santa Croce se encuentra cerca de Alpago.
Fue constituida el 23 de febrero de 2016 mediante la fusión de los municipios de Farra d'Alpago, Pieve d'Alpago y Puos d'Alpago. A partir de esta fecha los tres municipios anteriores dejaron de existir como tales y pasaron a ser municipios de conformidad con el artículo 32 del estatuto municipal. La sede del municipio disperso se encuentra en Pieve d'Alpago.

## Geografía física
El municipio se encuentra en la cuenca de los Alpago, rodeado por los Prealpes de Belluno, entre el valle del Piave y el valle del Lapisina. La parte suroeste está ocupada por las aguas del lago Santa Croce , mientras que la parte sureste está ocupada por la meseta de Cansiglio. El principal cauce de agua es el torrente de Tesa , que junto con los dos canales artificiales Cellina y Rai constituye la principal hidrografía del municipio.

## Historia
El primer intento de fusión se propuso en 1997 y afectó a los cinco municipios de Alpago (por lo que también incluía Chies d'Alpago y Tambre). El primer referéndum se celebró en 2001, pero los votos favorables sólo prevalecieron en los municipios de Chies d'Alpago, Puos d'Alpago y Pieve d'Alpago, por lo que el proceso no concluyó. Posteriormente, en 2014, el proyecto se reanudó, pero sólo fue acogido por las tres administraciones locales de Puos, Farra y Pieve (tras un consejo municipal conjunto el 9 de mayo de 2015) y por el Consejo Regional del Véneto (disposición n.º 71 de 20 de octubre de 2015). La propuesta de fusión también pasó el escrutinio del referéndum popular del 17 de enero de 2016, en el que votó la población de los tres municipios proponentes, y finalmente se implementó con la ley regional n. 7 de 2016.

## Símbolos
El escudo y la bandera del municipio de Alpago fueron otorgados por decreto del Presidente de la República de 12 de julio de 2018.

« Escudo semitruncado : en el primero, dorado, al dragón de rojo; en el segundo, en celeste, en ciprés natural , nutrido en la verde llanura, acompañado en la cabecera por tres estrellas con seis rayos plateados, dispuestas en banda; en el tercero, desde el cielo , hasta el águila natural, aterrizando. Adornos exteriores del Municipio.»

La bandera es una tela blanca con un borde azul.
El escudo reúne elementos extraídos de los emblemas de los municipios anteriores: el dragón de Farra d'Alpago, el ciprés de Pieve d'Alpago y el águila de Puos d'Alpago.

## Monumentos y lugares de interés
- Iglesia de la Santa Cruz en Santa Croce del Lago
- Iglesia de Santa María del Rosario en Pieve d'Alpago, del siglo XII, reconstruida tras el terremoto de 1873 según un diseño de Giuseppe Segusini
- Iglesia de San Bartolomé Apóstol en Puos, construida entre 1825 y 1840
- Iglesia de San Floriano en Plois, del siglo XV.

## Evolución demográfica
| Gráfica de evolución demográfica de Alpago entre 1871 y 2021 |
|                                                              |
| Fuente ISTAT - elaboración gráfica de Wikipedia              |

## Ciudades hermanadas
- Kalvarija, Lituania

## Galería
|                                                  |
| Iglesia de la Santa Cruz en Santa Croce del Lago |

|                                                      |
| Iglesia de Santa María del Rosario en Pieve d'Alpago |

|                                          |
| Iglesia de San Bartolomé Apóstol en Puos |

|                     |
| Lago de Santa Croce |